# Anoplophora sebastieni
Anoplophora sebastieni är en skalbaggsart som beskrevs av Duranton 2004. Anoplophora sebastieni ingår i släktet Anoplophora och familjen långhorningar.
Artens utbredningsområde är Filippinerna. Inga underarter finns listade i Catalogue of Life.